# Denis Amar
Pour les articles homonymes, voir Amar.
Denis Amar est un réalisateur français né le 10 juin 1946 à Paris, vivant à Paris et au Cap Ferret.

## Filmographie

### Réalisateur

#### Cinéma
- 1981 : Asphalte
- 1984 : L'Addition
- 1986 : Justice privée (Instant Justice)
- 1987 : Ennemis intimes
- 1989 : Hiver 54, l'abbé Pierre
- 1991 : Contre l'oubli
- 1997 : Saraka bô

#### Télévision
- 1992 : Princesse Alexandra ; téléfilm
- 1993 : Le Ciel pour témoin ; téléfilm
- 1995 : Les Enfants d'abord ; épisode des Bœufs-Carottes
- 1998 : Marc Eliot ; série-télé (4 épisodes)
- 1998 : Commissaire Moulin ; série-télé (2 épisodes)
- 2000 : Avocats et Associés ; série-télé (6 épisodes)
- 2003 : Mauvaises graines ; épisode de Sauveur Giordano
- 2005 : La Crim' ; série-télé (17 épisodes)
- 2005 : L'Affaire Bordier ; épisode de Alex Santana, négociateur
- 2002 et 2005 : Femmes de loi ; série-télé (5 épisodes)
- 2008 : Duval et Moretti ; série télé (4 épisodes)

### Assistant réalisateur
- 1967 : Les Chevaliers du ciel de François Villiers 2 épisodes
- 1969 : Clérambard d'Yves Robert
- 1970 : La Horse de Pierre Granier-Deferre
- 1971 : Où est passé Tom ?, de José Giovanni
- 1971 : La Maison sous les arbres de René Clément
- 1972 : Chère Louise de Philippe de Broca
- 1973 : Brève rencontre à Paris (Two People) de Robert Wise
- 1974 : Paul et Michèle (Paul and Michelle) de Lewis Gilbert